# Eustiromastix moraballi
Eustiromastix moraballi là một loài nhện trong họ Salticidae.
Loài này thuộc chi Eustiromastix. Eustiromastix moraballi được Cândido Firmino de Mello-Leitão miêu tả năm 1940.